# Anděl u Chomoutovského jezera
Anděl je socha anděla stojící na břehu Chomoutovského jezera v městské části Chomoutov města Olomouc.

## Historie a popis
Zhotovil ji mladý umělec Jan Dostál. Posvěcení sochy proběhlo dne 28. září 2015, v předvečer svátku archandělů Gabriela a Rafaela. Nechala ji zde umístit Jana Březinová jako poděkování andělu strážnému za přežití vážné dopravní nehody, kdy byla na nedaleké silnici v roce 2009 sražena jako cyklistka. Socha nestojí přímo na místě nehody, ale nedaleko ptačí pozorovatelny.